# Bons Baisers de Bruges
Pour les articles homonymes, voir Bons baisers de....
Pour plus de détails, voir Fiche technique et Distribution.
Bons Baisers de Bruges ou Bienvenue à Bruges au Québec et au Nouveau-Brunswick (In Bruges) est un film britannico-américain réalisé par Martin McDonagh, sorti en 2008.

## Synopsis
Ray (Colin Farrell) et Ken (Brendan Gleeson) sont deux tueurs à gages irlandais. À la suite d'une mission ayant mal tourné à Londres, ils sont envoyés par leur patron, Harry Waters (Ralph Fiennes), pour deux semaines à Bruges (Belgique), afin de se faire oublier. Ils ont l'ordre de ne pas bouger en attendant de nouvelles instructions.
Ken, le plus âgé des deux, fait contre mauvaise fortune bon cœur et prend plaisir à visiter les monuments et ruelles du Moyen Âge. Ce n'est pas du tout le cas de Ray qui est agacé par cette ville touristique et est par ailleurs taraudé par le souvenir d'un enfant tué par erreur lors d'un précédent contrat (son premier contrat, en fait). 
Au bout de quelques jours, Harry prend contact avec Ken et lui ordonne de supprimer Ray pour le punir d'avoir tué l'enfant. Mais Ken ne peut s'y résoudre, tandis que Ray est devenu suicidaire par remords. Harry vient donc lui-même à Bruges dans le but de les supprimer tous les deux.

## Fiche technique
- Titre  original : In Bruges
- Titre français : Bons Baisers de Bruges
- Titre québécois : Bienvenue à Bruges
- Réalisation et scénario : Martin McDonagh
- Photographie : Eigil Bryld (en)
- Montage : Jon Gregory (en)
- Musique : Carter Burwell
- Production : Graham Broadbent, Peter Czernin
- Société de production : Blueprint Pictures, Film4, Focus Features, Scion Films
- Pays d'origine :  Royaume-Uni,  États-Unis[2]
- Langue : anglais, allemand
- Budget : 15 millions de dollars[3]
- Format : couleur — 35 mm —  2,35:1 — son Dolby Digital / DTS
- Genre : comédie noire et thriller
- Durée : 102 minutes
- Dates de sortie :
  - États-Unis : 17 janvier 2008 (festival du film de Sundance)
  - États-Unis : 8 février 2008 (sortie limitée)
  - Royaume-Uni : 18 avril 2008
  - France : 25 juin 2008

- Classification :
  -  États-Unis : R
  -  France : Tous publics avec avertissement (visa d'exploitation n°120636)

## Distribution
- Colin Farrell (VF : Jérôme Pauwels ; VQ : Martin Watier) : Ray
- Ralph Fiennes (VF : Bernard Alane ; VQ : Alain Zouvi) : Harry Waters
- Brendan Gleeson (VF : Patrick Préjean ; VQ : Sylvain Hétu) : Ken
- Éric Godon (VF : Féodor Atkine ; VQ : Igor Ovadis) : Yuri
- Clémence Poésy (VF et VQ : elle-même) : Chloë Villette
- Jérémie Renier (VF : lui-même ; VQ : Frédéric Desager) : Erik
- Elisabeth Berrington (VQ : Hélène Mondoux) : Nathalie
- Jordan Prentice (VF : Lionel Tua ; VQ : Gilbert Lachance) : le nain Jimmy
- Thekla Reuten (VF : Marie-Eve Dufresne ; VQ : Pascale Montreuil) : Marie
- Željko Ivanek : le Canadien
- Ciarán Hinds : le prêtre

Sources et légende : Version Française (VF) sur Voxofilm et RS Doublage, Version Québécoise (VQ) sur Doublage Québec

## Tournage
L'intégralité du film a été tournée sur place, à Bruges, à l'exception de la scène dans le clocher du beffroi, recréée en studio.
Lors de la scène où les deux protagonistes visitent un édifice religieux, le personnage de Brendan Gleeson évoque une fiole contenant des gouttes de sang du Christ que l'on peut bénir en ce lieu. En effet, à Bruges, cette relique est conservée dans la Basilique du Saint-Sang. Mais dans le film, ce n'est pas ladite basilique qui apparaît à l'écran, la séquence ayant été tournée dans un autre endroit, à savoir l'église de Jérusalem.

## Accueil

### Box-office
| Pays ou région | Box-office      | Date d'arrêt du box-office | Nombre de semaines |
| -------------- | --------------- | -------------------------- | ------------------ |
| Mondial        | 33 394 440 $    | 28 février 2010            | 106                |
| États-Unis     | 7 800 824 $     | 26 juin 2008               | 20                 |
| France         | 370 754 entrées | 6 octobre 2008             | 15                 |

### Accueil critique
Il a recueilli 84 % de critiques positives, avec une note moyenne de 7,3/10 et sur la base de 184 critiques collectées, sur le site agrégateur de critiques Rotten Tomatoes. Sur Metacritic, il obtient un score de 67/100 sur la base de 34 critiques collectées. Le nombre d'entrées en France n'est guère brillant : 370 754 entrées (JP's Box office)

## Récompenses et distinctions

### Récompenses
- British Academy Film Award du meilleur scénario original 2009
- Golden Globes 2009 : Meilleur acteur dans un film musical ou une comédie pour Colin Farrell
- Prix Edgar-Allan-Poe 2009 du meilleur scénario

### Nominations
- Oscar du meilleur scénario original 2009
- BAFTA Awards 2009 : meilleur film britannique, meilleur acteur dans un second rôle (Brendan Gleeson) et meilleur montage
- Golden Globes 2009 : meilleur film musical ou comédie, meilleur acteur dans un film musical ou une comédie (Brendan Gleeson)
- Saturn Award du meilleur film international 2009
- Satellite Awards 2009 : meilleur film musical ou comédie, meilleur acteur dans un film musical ou une comédie (Brendan Gleeson)
- Empire Award du meilleur film britannique 2009